# Viktor Velkoski
Viktor Velkoski (in macedone Виктор Велкоски?; Skopje, 14 novembre 1995) è un calciatore macedone, difensore del Rabotnički.

## Carriera

### Club
Il 25 agosto 2021 viene acquistato a titolo definitivo dalla squadra albanese del Laçi.